# (19019) Sunflower
(19019) Sunflower est un astéroïde de la ceinture principale d'astéroïdes.

## Description
(19019) Sunflower est un astéroïde de la ceinture principale d'astéroïdes. Il fut découvert le 17 septembre 2000 à Olathe (Kansas) par Larry Robinson (astronome). Il présente une orbite caractérisée par un demi-grand axe de 2,55 UA, une excentricité de 0,18 et une inclinaison de 4,9° par rapport à l'écliptique.

## Compléments